# حسن بن فهد الهويمل
حسن بن فهد بن حسن الهويمل (ولد بريدة 1361 هـ / 1942 م) كاتب وناقد ومفكر سعودي. صدر له العديد من المؤلفات في الفكر والأدب والنقد، منها "النص الحداثي بين الرؤية والتشكيل"، و"الأدب السعودي بأقلام النقاد العرب". مُنح وسام الملك عبد العزيز من الدرجة الأولى عام 2007 لجهوده في دعم الحركة الفكرية في السعودية. وهو رئيس المكتب الإقليمي لرابطة الأدب الإسلامي العالمية في المملكة العربية السعودية.

## تعليمه
- أكمل تعليمه العام في مدينة بريدة وحصل على الشهادة الابتدائية عام 1375 هـ / 1955م والثانوية عام 1383 هـ / 1963م.
- حصل على الليسانس لغة عربية من جامعة الإمام محمد بن سعود الإسلامية عام 1387 هـ / 1967م.
- أكمل برنامج الإدارة العامة من معهد الإدارة العامة 1391 هـ / 1971م.
- حصل علي دبلوم الدراسات العليا في التربية وعلم النفس من كلية التربية جامعة الملك سعود عام 1394 هـ / 1974م (قسم الدراسات العليا) بتقدير جيد جدا.
- حصل على شهادة الماجستير في الأدب والنقد من كلية اللغة العربية بجامعة الأزهر بجمهورية مصر العربية عام 1395 هـ / 1975م بتقدير جيد جدا.
- حصل على الدكتوراه في الأدب العربي الحديث من كلية اللغة العربية بجامعة الإمام محمد بن سعود الإسلامية عام 1404 هـ / 1983م بمرتبة الشرف الأولى.[3]

## عمله
- انخرط في السلك الوظيفي من عام 1379 هـ / 1959م، وعمل مدرساً ابتدائياً، ثم محاسباً فاختصاصياً اجتماعياً، ثم مديراً لدار التربية الاجتماعية ببريدة، فمديراً لمكتب الضمان الاجتماعي ببريدة حتى عام 1390 هـ / 1970م، حين عاد إلى التعليم العام مدرساً في المرحلة المتوسطة والثانوية حتى عام 1404 هـ / 1983م.
- انتقل من التعليم العام إلى التعليم الجامعي بجامعة الإمام، وعمل أستاذاً للأدب الحديث ونقده بكلية العلوم العربية والاجتماعية بجامعة الإمام محمد بن سعود الإسلامية فرع القصيم من عام 1404 هـ / 1983م.[4]
- أحيل إلى التقاعد في 1/7/1420هـ / 1999م، وبعد التقاعد عمل أستاذاً غير متفرغ للأدب الحديث في جامعة الإمام محمد بن سعود الإسلامية.
- ناقش عدداً من الرسائل العلمية (الدكتوراه، والماجستير). أشرف على عدد من الرسائل العلمية (الدكتوراه).
- تولى رئاسة مجلس إدارة نادي القصيم الأدبي ببريدة من عام 1400هـ/1979م.
- عضو مجلس الأمناء برابطة الأدب الإسلامي العالمية في الهند. رئيس المكتب الإقليمي لرابطة الأدب الإسلامي العالمية في المملكة العربية السعودية.
- عضو المجلس التعليمي بمنطقة القصيم، سابقاً.
- عضو مجموعة المشورة في المهرجان الوطني للتراث والثقافة «الجنادرية».
- عضو مرشح للتعاون مع منظمة اليونسكو على شكل خبير ومستشار غير متفرغ.
- عضو الجمعية التاريخية السعودية. عضو محكم في عدد من المؤسسات الثقافية العالمية والمجلات المحكمة داخل المملكة وخارجها.
- عضو في عدد من الجميعات الدينية والثقافية.
- أسهم بالكتابة الأسبوعية في جريدة (البلاد)، و (المدنية المنورة - ملحق الأربعاء)، و (الجزيرة)، ومارس العمل الصحفي والإذاعي والتلفزيوني، وشارك في عدد من المؤتمرات الأدبية والندوات داخل المملكة وخارجها. نشرت له دراسات نقدية في مختلف المجلات المحلية. كرمته بعض المؤسسات الثقافية والمنتديات والصالونات الأدبية وحاضر فيها. مثل المملكة في وفد الصداقة في أثناء أزمة الخليج، كما مثلها في عدد من المؤتمرات. أسهم في النشاط المنبري للأندية الأدبية والجامعات المحلية والعربية وألقى عدداً من المحاضرات، واشترك في عدد من الندوات التي تنظمها الجامعات والروابط العربية والإسلامية وطبعت بحوثه في ملفاتها.[5]

## مؤلفاته
1. حاتم الطائي بين أصالة الشعر وأسطورة الكرم، طبع الرئاسة العامة لرعاية الشباب (الهيئة العامة للرياضة حاليا) 1400هـ/1979م.
2. اتجاهات الشعر المعاصر في نجد، طبع نادي القصيم الأدبي ببريدة 1404هـ/1983م.
3. في الفكر والأدب، دراسات وذكريات، طبع نادي المدينة المنورة الأدبي 1408هـ/1987م.
4. بريدة حاضرة القصيم، طبع الرئاسة العامة للشباب، الطبعة الثانية 1410هـ / 1989م.
5. النزعة الإسلامية في الشعر السعودي المعاصر، طبع المهرجان الوطني للتراث والثقافة» الجنادرية«، طبعة أولى عام 1412هـ/1991م، طبعة ثانية 1420هـ/1999م.
6. الحداثة بين التعمير والتدمير، طبع دار المسلم، الطبعة الأولى 1412هـ/1991م.
7. المثاقفة والأسلمة، طبع دار المسلم، الطبعة الأولى، 1416هـ / 1995م.
8. النص الإبداعي التربوي إشكالية الاختيار والدرس، الطبعة الأولى 1418هـ/1997م، طبع وزارة المعارف.
9. النص الحداثي بين الرؤية والتشكيل، طبع مؤسسة اليماني بالقاهرة ضمن كتاب (التجديد في القصيدة العربية المعاصرة).
10. الملك عبد العزيز في مرآة شعراء جريدة أم القرى بالاشتراك مجلدين، طبع دارة الملك عبد العزيز 1419هـ/1999م.
11. سعوديات ابن عثيمين، دراسة ونصوص، طبع نادي أبها الأدبي، الطبعة الأولى 1420هـ/1999م.
12. الأدب السعودي بأقلام النقاد العرب، بالاشتراك، طبع نادي القصيم الأدبي، الطبعة الأولى، 1421هـ / 2001م.
13. العولمة والثقافة والتعليم: تصالح أم تصادم - طبع جمعية الثقافة والفنون، فرع القصيم، 1423هـ/2002م.
14. أبجديات سياسية على سور الوطن، طبع النادي الأدبي بالقصيم، 1427هـ/2006م.[5]

## تكريمه
- اختير من المهرجان الوطني للتراث والثقافة (الجنادرية) ليكون الشخصية الثقافية السعودية المكرَّمة عام 2007م (1428هـ).[6]
- منح وسام الملك عبد العزيز من الدرجة الأولى عام 2007.[7]

## حياته الشخصية
متزوج بامرأتين، وله من الأبناء7 ومن البنات 12.